# Łomnica (Bober)
Die Łomnica (Große Lomnitz) ist ein Fluss in der Woiwodschaft Niederschlesien in Polen. Sie ist ein linker Nebenfluss des Bober, in den sie bei der Landgemeinde Mysłakowice (Ortsteil Łomnica) nach ungefähr 20 Kilometern mündet.

## Verlauf
Das Quellgebiet der Großen Lomnitz befindet sich am Koppenplan (poln. Równia pod Śnieżką), einer Hochfläche unterhalb der Schneekoppe auf einer Höhe von etwa 1414 m. Hier fließen mehrere kleinere Gebirgsbäche zusammen und bilden den Zufluss des Karsees Mały Staw (Kleiner Teich) am Osthang des Smogornia (Mittagsberg). Die Łomnica durchfließt den See und bildet auch seinen Abfluss. Auf einer Höhe von 1085 m mündet er als erster Zufluss der Bialy Potok (Weißbach), der den Abfluss des größten Sees glazialen Ursprungs im Riesengebirge, dem Wielki Staw (Großer Teich) bildet.
Die Łomnica, die am Oberlauf noch ein typischer Gebirgsbach ist, wird durch weitere Zuflüsse mehr und mehr zum ausgewachsenen Gebirgsfluss. In einer Höhe von ca. 870 m mündet der Złoty Potok (Große Seifen), der die Seifengrube (Biały Jar) entwässert von rechts ein. Kurz vor dem Lomnitzfall (Dziki Wodospad) fließt links die Pląsawa hinzu und lässt den Fluss weiter anschwellen.
Die Łomnica überwindet ab ihrer Quelle auf einer Länge von nur 4,9 km Luftlinie bis zur Lomnitztalsperre über 700 Höhenmeter. Im oberen Flussabschnitt beträgt das durchschnittliche Gefälle 72 Promille, im unteren Abschnitt ist es siebenfach kleiner. Dies erklärt, weshalb die Łomnica einer der reißendsten und gefährlichsten Gebirgsflüsse im Riesengebirge ist.

## Hochwasserschutz
Das erhebliche Gefälle in Verbindung mit großen Wasserstandschwankungen nach Regenfällen und der Schneeschmelze war mehrmals Ursache für zerstörerische Hochwasser. Nach einer besonders katastrophalen Überschwemmung im Jahr 1897 entschlossen sich die damaligen Behörden zu einem Hochwasserschutzprogramm, in dessen Rahmen auch die Lomnitztalsperre in Karpacz (Krummhübel) gebaut wurde. In den Jahren 1910–1915 wurde die Łomnica auf vielen Flussabschnitten reguliert, verbaut und befestigt. Der Staudamm bewährte sich in den großen Überschwemmungen der Jahre 1926, 1927, 1977 und während der „Jahrhundertflut“ 1997.

## Flora, Fauna und Naturschutz
Der Hochwasserschutz hatte nicht nur positive Seiten; durch die Verbauung des Flusslaufs wurden die Wanderwege der Fische und Fischnährtiere unterbrochen und der Genaustausch unter den verschiedenen Lebensräumen erschwert. Dies hatte zur Folge, dass die Bachforelle zeitweise verschwunden war, weil die Laichgründe am Oberlauf nicht erreicht werden konnten. Zwischenzeitlich gelang es durch teilweisen Rückbau der Befestigungen, die Fische, deren Bestand immer noch stark gefährdet ist, wieder heimisch zu machen.
Nachdem Bären, Wölfe und Luchse schon vor langer Zeit ausgerottet wurden, gilt das Riesengebirge vor allem als Vogelparadies und wurde 2007 als spezielles Schutzgebiet ausgezeichnet und dem Netz Natura 2000 hinzugefügt. Gebirgsstelze, Wasseramsel und Eisvogel lassen sich hier beobachten.
Der Lauf der Łomnica führt über drei Vegetations-Höhenstufen der Riesengebirgsflora und liegt fast bis zur Stadtgrenze von Karpacz auf dem Gebiet des polnischen Nationalparks Karkonoski Park Narodowy (KPN). Auf der subalpinen Ebene (ab 1300 m) dominieren vor allem Krummkiefergewächse. In der montanen Ebene (ab 1000 m), wo der Hochwald in dichten Wald übergeht, sind Fichten und Kiefern vorherrschend; direkt am Ufer wächst Lappland-Weide. Im Tal schließlich, in der kollinen Stufe (ab 500 m), sind es Weiden, Erlen und Birken, die das Ufer säumen.

## Bildgalerie

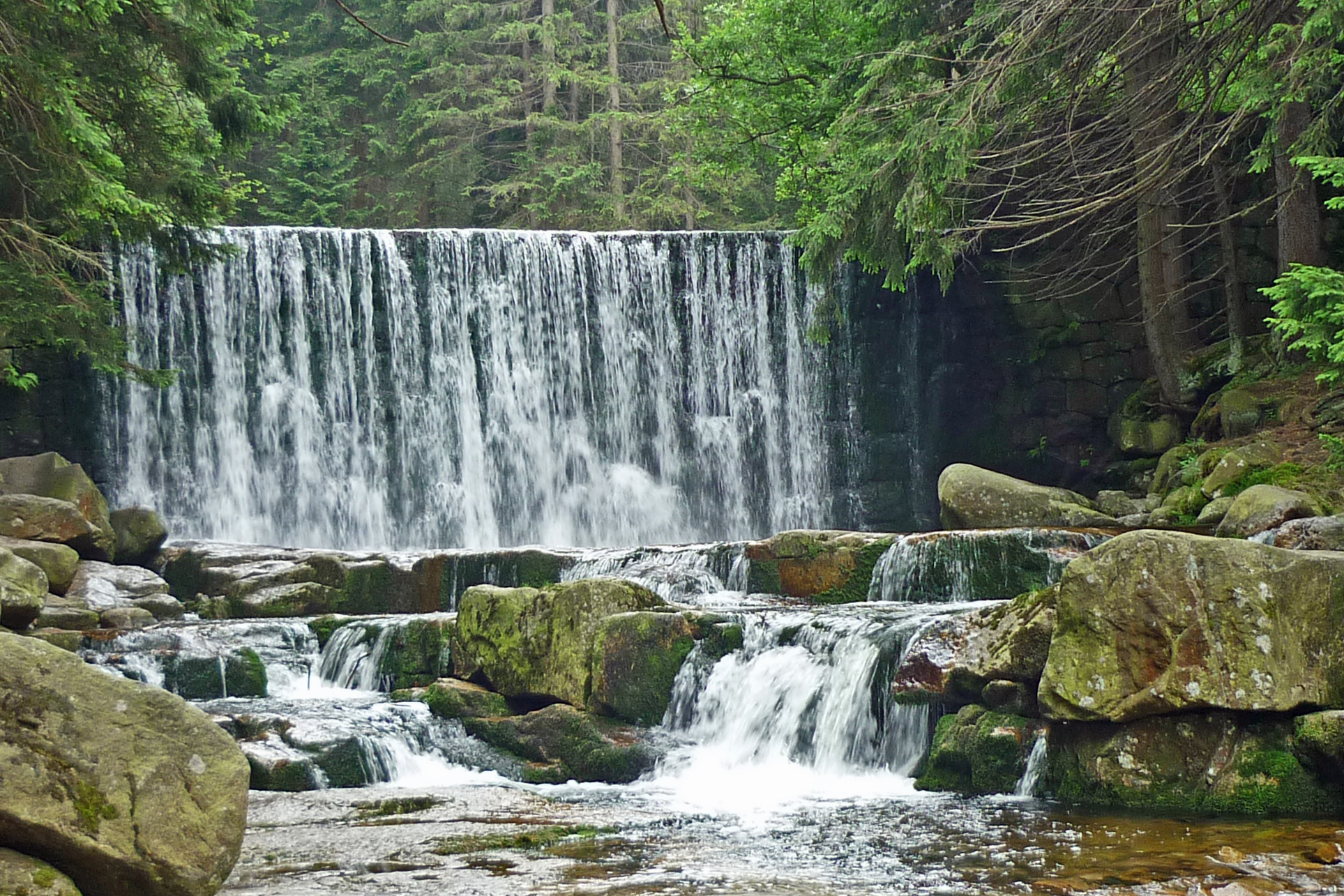
Der Lomnitzfall (Dziki Wodospad)

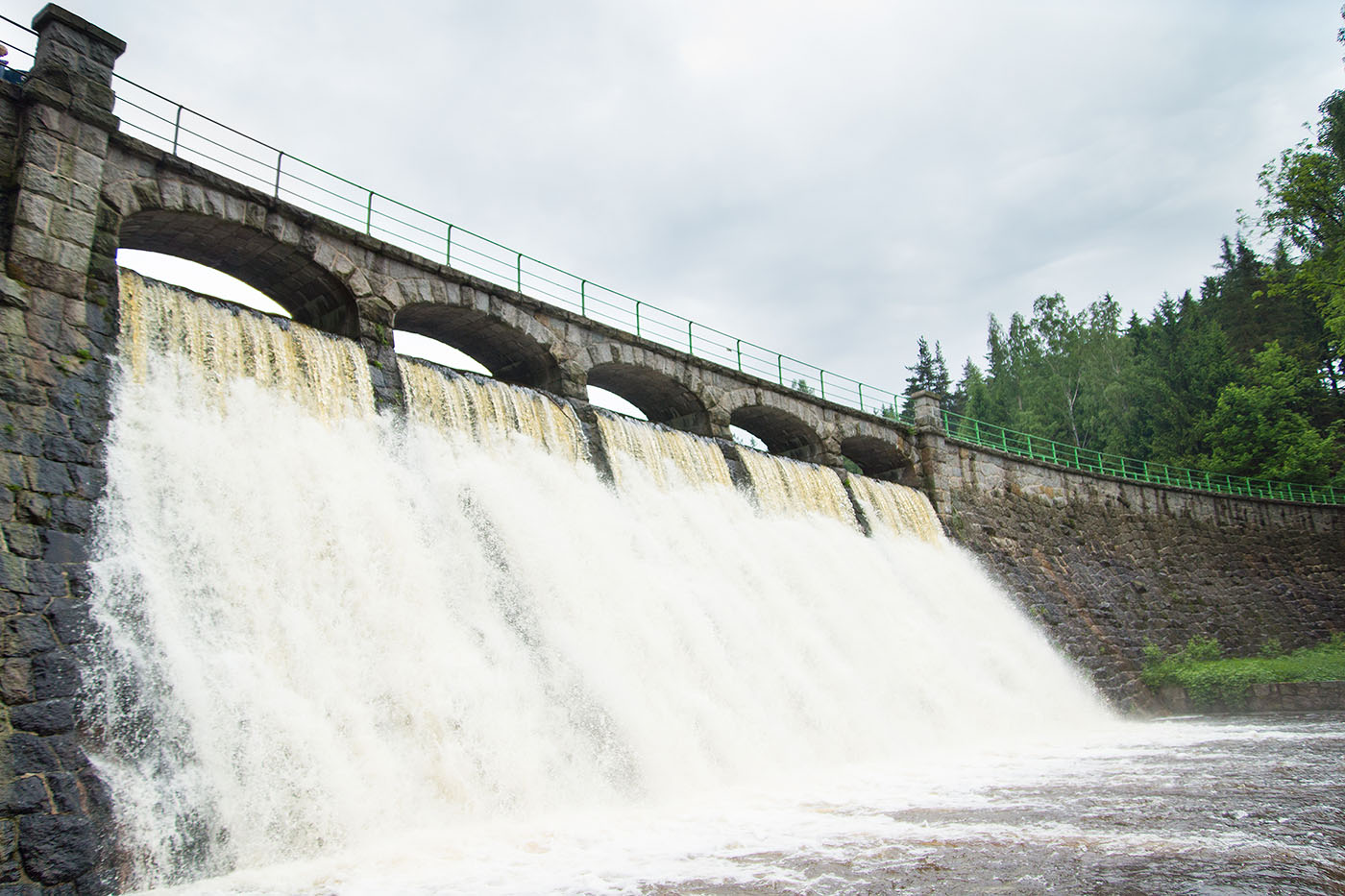
Die Lomnitztalsperre

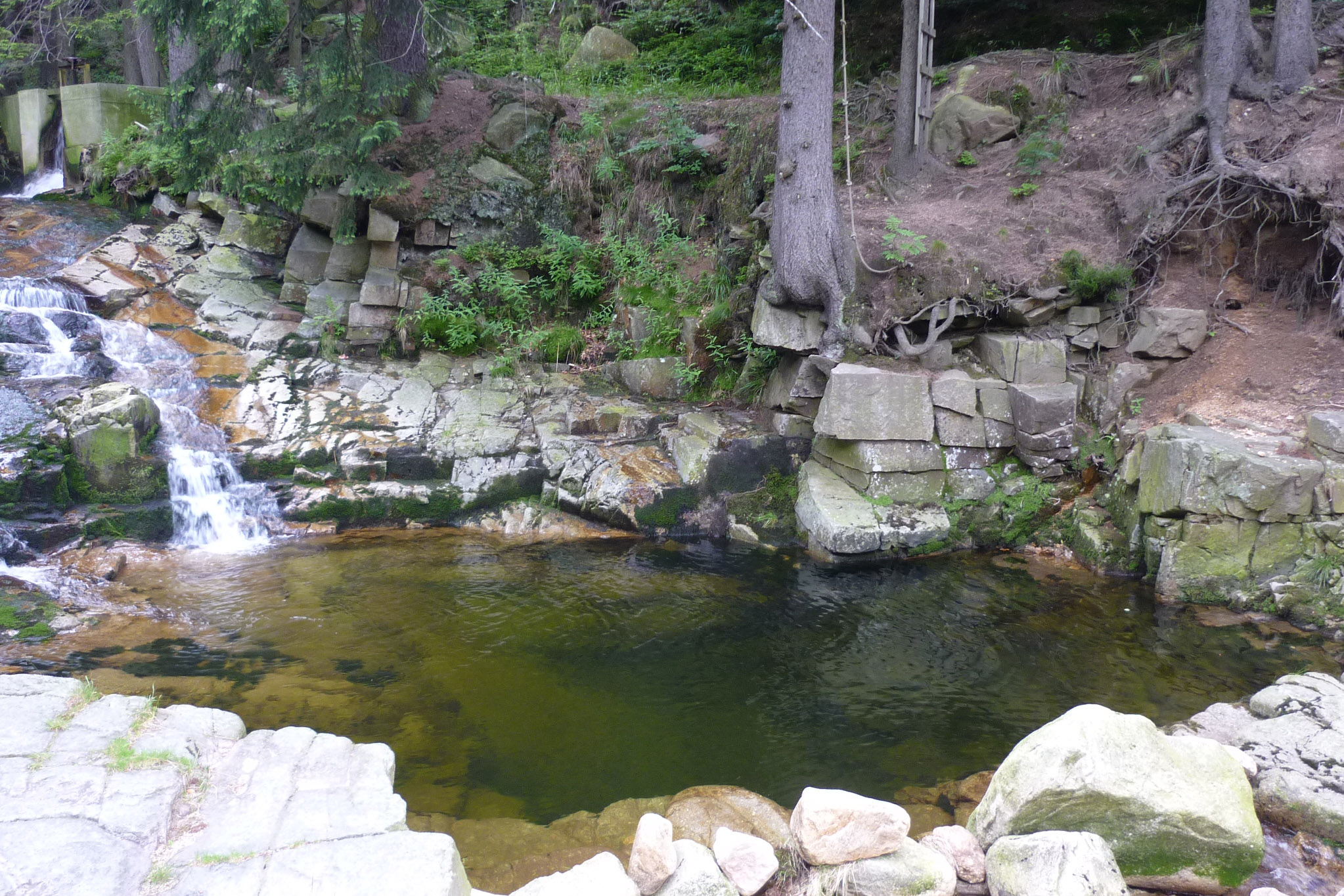
Strudelloch (Marmitti) an der Łomnica